# Joe Galullo
Joe Galullo (Milano, 22 giugno 1950) è un chitarrista italiano noto per la sua attività come uno dei pionieri del blues elettrico italiano.

## Biografia

### Infanzia e giovinezza
Nato a Milano nel 1950 ed orfano di padre, Joe cresce nella periferia milanese ancora provata dalla grande guerra. All'età di 7 anni, tra le macerie lasciate dalla guerra, Galullo trovò la sua prima chitarra innamorandosi dello strumento. A 13 anni si esibisce in un concorso di nuovi talenti suonando un brano di Arthur "Guitar Boogie" Smith. Nella prima adolescenza si innamora del Blues e della musica di Ray Charles che segneranno tutta la sua carriera.

### 1964-1968: Tra Moods e Tony Dallara
Nel 1964 entrò a far parte della band milanese The Moods, con la quale riscuote un notevole successo nei club della Lombardia suonando, tra le altre, cover di Little Richard, Ray Charles e The Yardbirds. Tra questi club vi erano luoghi come il Tricheco di Milano o Le rotonde di Garlasco, in cui i Moods divisero il palco con band del rhythm and blues e del beat italiano come Gleeman, Equipe 84 e New Dada. In seguito Joe Galullo entrò in contatto con il gruppo della rivista Re Nudo, formando la band Atomic Head che proponeva, tra gli altri, brani di Cream e Jimi Hendrix e suonanva in questo circuito tra Parco delle rose ed altri locali di Viale Monza.
Nel 1966 Joe Galullo entrò a far parte della band di Tony Dallara, con cui suonò stabilmente per più di un anno.

### 1968-1989: Joe Galullo tra l'Europa, Londra e Bologna
Dopo aver suonato per più di un anno con Tony Dallara, nel 1968 Galullo partì per un lungo peregrinare per l'Europa, suonando in Spagna, Francia, Belgio, Paesi Bassi e Germania, prima di trasferirsi definitivamente a Londra, ricominciando a passare per l'Italia solo quando una nuova legge sul servizio militare permetteva l'esenzione per i residenti all'estero. In questi anni di vita da artista di strada Galullo suonò con numerosi musicisti, formando band nelle città in cui stazionava.
Nel 1981 Joe Galullo tornò stabilmente in Italia trasferendosi a Bologna. Qui conobbe Max Cappa, con cui formò la nuova band che presto comprenderà anche James Thompson, divenendo in seguito la Joe Galullo and the Blues Messengers.
Nel 1984 Galullo conobbe Ermanno Costa della Coast to Coast, un'etichetta italiana espressamente dedicata a sonorità blues che già produceva autori come Cooper Terry e Arthur Miles. Fu proprio grazie a questo contatto che uscì il primo album dei Joe Galullo and the Blues Messengers, intitolato It's My Life (Coast to Coast, 1986). All'album seguì un tour italiano ed europeo che comprese anche una data al Palazzo dello Sport di Imola ed il Pistoia Blues che lo vide condividere il palco con Buddy Guy e John Mayall. Fu invece del 1988 la prima partecipazione al Porretta Soul Festival.

### 1990-1997:Blues Without Frontiersed il trasferimento nelle Marche
Nel 1990 i Joe Galullo and the Blues Messengers firmarono per la Green Line Records pubblicando il loro secondo album dal titolo Blues Without Frontiers. Durante il tour che seguì l'album, Joe Galullo faceva anche concerti utilizzando backing band di altri luoghi. Fu così che, chiamato da Marco Belardinelli, fece il tutto esaurito per tre serate consecutive nel locale La voce della luna di Ancona, con una band che vedeva anche Massimo Manzi alla batteria. Fu così che la successiva e costante frequentazione delle Marche lo portarono presto a trasferirvisi.
Fu invece del febbraio 1993 la partecipazione al Festival Blues del Leoncavallo di Milano, che li vedeva in una tre giorni blues-rock assieme a Baker Street Band e The Jumpin' Shoes. I Blues Messengers vedevano, in questo periodo, la presenza di Leo Ciavarella all'organo Hammond e gli ospiti Manuel Belli e Little Victor. Dalla registrazione del concerto fu realizzato l'album dal vivo Leoncavallo Live - Festival Blues.

### 1998-in poi: DaMelody in the Bluesalle Greatest Hits
Nel 1998 Joe Galullo fonda la propria vanity label chiamata Blue Melody Records, con cui rilascerà gran parte delle future pubblicazioni. Nello stesso anno fu così la volta di Melody in the Blues, il primo album a proprio esclusivo nome, a cui seguirono le compilazioni Maxwell Street (Blooze People, 2003) e Sounds Good! Vol. 1 (New LM Records, 2003), prima di tornare con i Blues Messenger nell'album The Blues Is Back! (Blue Melody Records, 2004).
Seguiranno Have a Good Morning (Blue Melody Records, 2006) e Canto le poesie di Lucio Lodovichetti (Blue Melody Records, 2010), per poi pubblicare nel 2012 la raccolta di brani intitolata My Best Blues Vol.1 (Blue Melody Records).

## Discografia

### Album
- 1986 - It's My Life
- 1990 - Blues Without Fronteers
- 1998 - Melody in the Blues
- 2004 - The Blues Is Back!
- 2006 - Have a Good Morning
- 2010 - Canto le poesie di Lucio Lodovichetti

### Live
- 1993 - Leoncavallo Live - Festival Blues

### Greatest Hits
- 2012 - My Best Blues

### Compilazioni
- 2003 - Maxwell Street con il brano I'm So Down
- 2003 - Sounds Good! Vol. 1 con il brano Lonely Woman